# Háj ve Slezsku
Háj ve Slezsku (in tedesco Freiheitsau) è un comune della Repubblica Ceca facente parte del distretto di Opava, nella regione della Moravia-Slesia.